# Scudo spagnolo

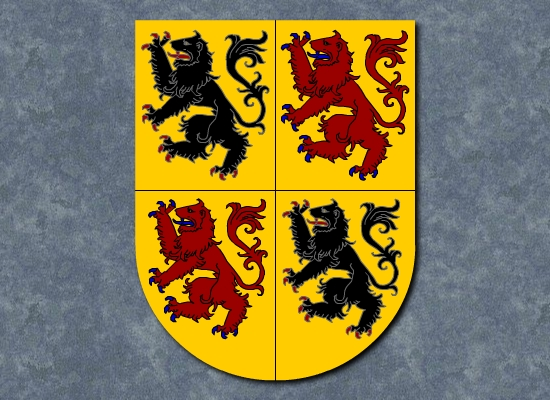
Scudo spagnolo inquartato d'oro caricato di un leone di nero armato e lampassato di rosso, e d'oro caricato di un leone di rosso armato e lampassato d'azzurro

Lo scudo spagnolo, detto anche scudo ritondato, è uno scudo araldico costituito da un quadrato cui si unisce, in basso, un semicerchio. È detto anche portoghese o fiammingo perché molto in uso in quei paesi.